# Evergreen (Montana)
Evergreen è un census-designated place degli Stati Uniti d'America situata in Montana, nella contea di Flathead.